# Gigi Proietti
Gigi Proietti (Luigi Proietti: Roma, 2 de noviembre de 1940 - Ibídem., 2 de noviembre de 2020) fue un actor y cantante italiano.

## Biografía
Su primer éxito fue en el 1970, cuando fue contratado como coprotagonista de Renato Rascel en la comedia musical Alleluja brava gente en lugar de Domenico Modugno.
En 1976 empieza su colaboración con el escritor Roberto Lerici, para escribir y dirigir sus espectáculos teatrales más famosos, A me gli occhi, please (1976), Come mi piace (1983), Leggero leggero (1991) y los espectáculos televisivos Attore, amore mio (1982) e Io, a modo mio (1985).
Actuó en muchas películas, siendo su más famosa interpretación en Febbre da cavallo (1976).
Gigi Proietti ha doblado muchos personajes de películas extranjeras y hasta dibujos animados. Fue la voz italiana de el gato Silvestre en los dibujos animados de Warner Bros, del genio de lámpara en la película Aladdín (de Walt Disney), y de muchos actores norteamericanos, por ejemplo: Robert De Niro, Sylvester Stallone, Richard Burton, Richard Harris, Dustin Hoffman, Charlton Heston y Marlon Brando.
En la televisión obtuvo gran éxito como conductor del espectáculo Fantástico 4 (1983), y, más recientemente, actuando como protagonista en la serie Il maresciallo Rocca (1996-2005). 
En 2010 Gigi interpretó al san Felipe Neri en la película Preferisco Il Paradiso en la que representa al santo desde su llegada al Roma en 1533 hasta su muerte en 1595.

## Enlaces externos

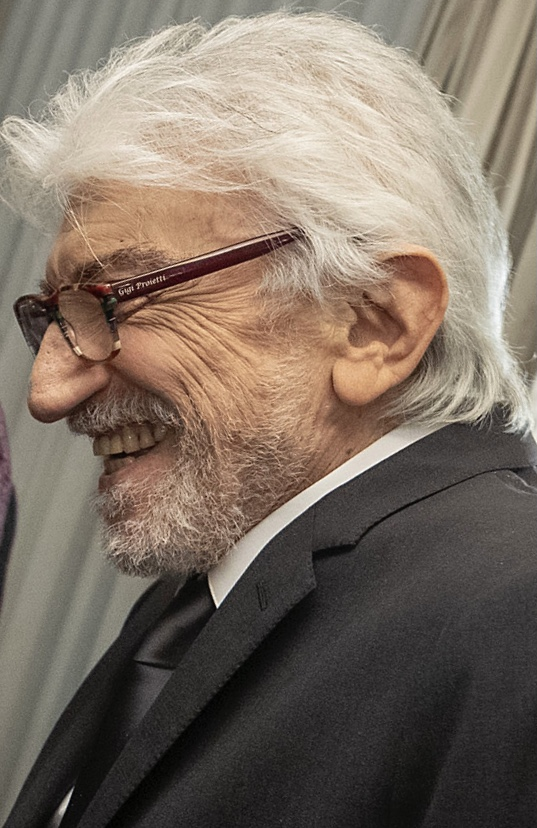
Gigi Proietti en 2020